# Elachistocleis araios
Elachistocleis araios — вид жаб родини карликових райок (Microhylidae). Описаний у 2020 році.

## Поширення
Ендемік Еквадору. Виявлений у кантоні Каміло-Понсе-Енрікес провінції Асуай на півдні країни. Типові зразки зібрані у 2009 році на висоті 308 м над рівнем моря.